# انجمن دانشجویان پزشکی آمریکا
انجمن دانشجویان پزشکی آمریکا (به انگلیسی: AMSA) سازمانی دانشجویی و ملی است که در سال ۱۹۵۰ در واشنگتن دی‌سی پایه‌گذاری شد. آمسا قدیمی‌ترین و بزرگترین انجمن مستقل پزشکان در حال تحصیل در آمریکا محسوب می‌شود. آمسا حدود ۶۸هزار عضو دارد که شامل دانشجویان پزشکی، دانشجویان پیراپزشکی، کارورزان، و دستیاران و پزشکان در حال تحصیل می‌شود.
آمسا توسط کمیته‌ها و گروه‌های مطالعاتی خود سعی در آشنا کردن دانشجویان پزشکی با موضوعات جدید و مواردی دارد که در برنامه آموزشی سنتی حاکم بر دانشکده‌های پزشکی وجود ندارد. آمسا تنها سازمان پزشکی ملی در آمریکا به شمار می‌آید که تحت حمایت مالی هیچ شرکت یا نهاد پیراپزشکی نیست. 

## عضویت در IFMSA
در سال ۲۰۰۸، آی‌اِف‌اِم‌اِس‌اِیِ آمریکا (به انگلیسی: IFMSA-USA) در آمسا ادغام شد. تا قبل از این تاریخ آی‌اف‌ام‌اس‌ایِ آمریکا نماینده ایالات متحده آمریکا در فدراسیون بین‌المللی انجمن‌های دانشجویان پزشکی (به انگلیسی: IFMSA) بود.